# Loch an Eilean
Loch an Eilean (auch Loch an Eilein) ist ein Süßwassersee in den schottischen Highlands. Er liegt im durch zahlreiche Whiskydestillerien bekannten Speytal etwa fünf Kilometer südlich von Aviemore. Loch an Eilean hat eine leicht gebogene Form, ist circa 1,6 km lang und bis zu 500 m breit. 
Loch an Eilean ist über eine Stichstraße, die zu einem Parkplatz an der Nordspitze des Sees führt, von der B970 aus mit dem Auto einfach zu erreichen. Ziel der Anreisenden ist in aller Regel aber nicht Loch an Eilean selbst, sondern ein Blick auf die sehr malerisch auf einer Insel im See gelegene Ruine des Loch an Eilean Castles. Die Insel, auf der die Ruine steht, ist heute Naturschutzgebiet und nicht öffentlich zugänglich. Auf der Insel nisten seltene Fischadler, die vom Ufer aus beim Fischfang im See beobachtet werden können.

## Loch an Eilean Castle

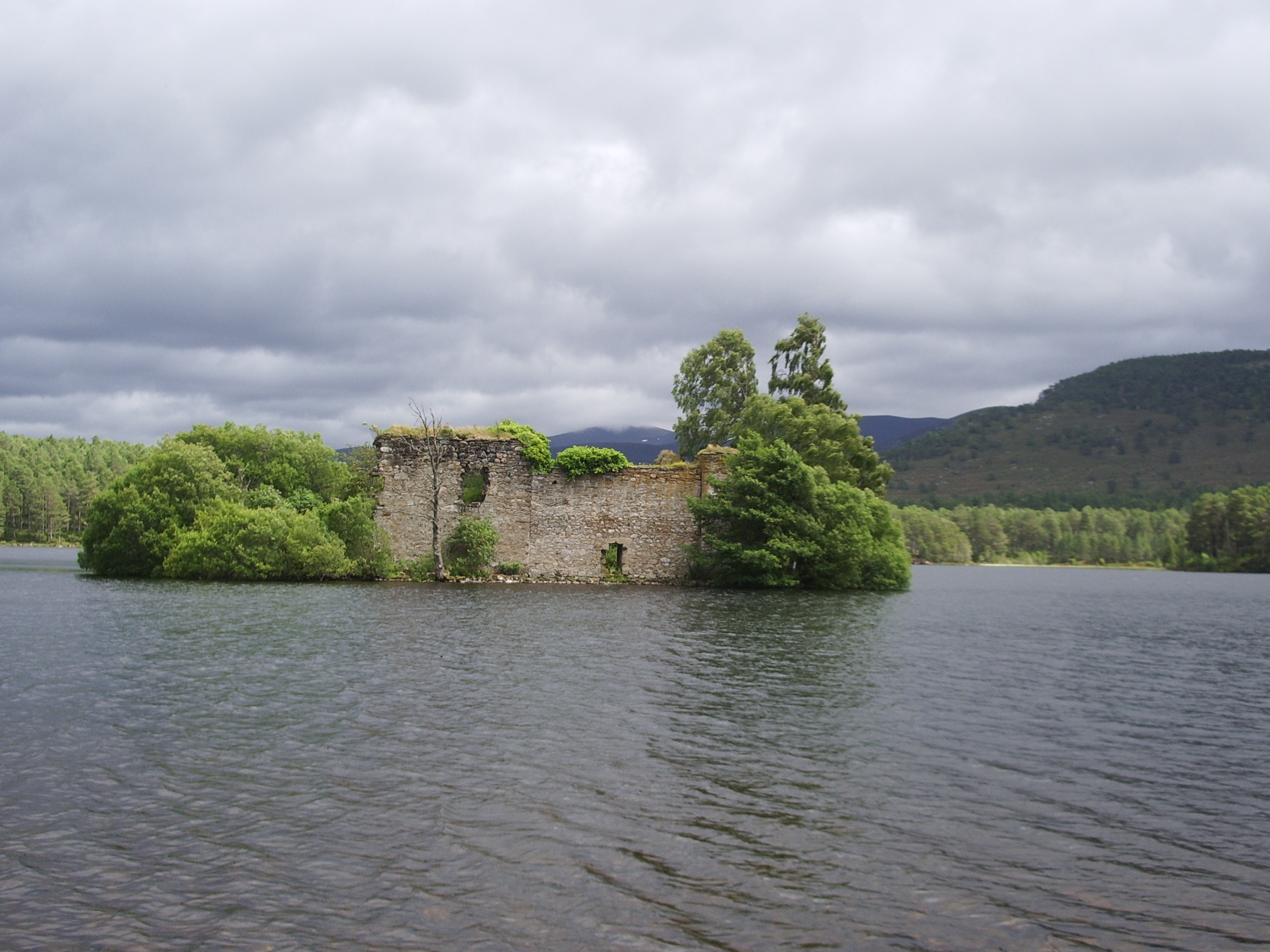
Loch an Eilean Castle

Loch an Eilean Castle wurde im 14. Jahrhundert, vermutlich von Alexander Stewart, bekannt als Wolf of Badenoch, gebaut. In den nachfolgenden Jahrhunderten wechselten die Besitzer der Burg mehrfach. Eigentümer waren die Familien Mackintosh, Gordon und ab 1567 schließlich die Grants. Im 18. Jahrhundert wurde die Anlage aufgegeben, da sie nicht mehr den militärischen Erfordernissen entsprach. Die Burganlage war ursprünglich über einen künstlichen Damm vom Ufer aus erreichbar. Dieser Damm liegt heute unter der Wasseroberfläche, da Loch an Eilean im Zuge der Gewässerregulierung in Schottland um einige Meter aufgestaut wurde. Dementsprechend stehen heute viele Mauerreste direkt am oder im Wasser. Dieses malerische Bild der Ruine entspricht aber nicht den tatsächlichen Gegebenheiten der einstigen militärischen Anlage.

## Belege
1. 1 2 3 4  Loch an Eilean. In: John Murray, Laurence Pullar (Hrsg.): Bathymetrical Survey of the Fresh-Water Lochs of Scotland, 1897-1909: Lochs of the Spey Basin. Band II, Nr. II. Edinburgh 1910, S. 158 (Seite online auf der Website der National Library of Scotland).